# Katarzyna Figura
Katarzyna « Kasia » Figura, née le 22 mars 1962 à Varsovie, est une actrice polonaise. Elle est souvent nommée selon le diminutif Kasia  dans les distributions de rôles des films auxquels elle participe.

## Biographie
Après s'être diplômée en 1985 au l'École supérieure nationale de Théâtre de Varsovie, elle joue au Teatr Wspolczesny (1985 - 1988), puis elle continue ses études d'art dramatique au Conservatoire national supérieur d'art dramatique de Paris. 
Après son premier succès dans Pociąg do Hollywood (1987), elle tient un peu le rôle d'une Marilyn Monroe polonaise. Elle devient l'une des plus célèbres actrices contemporaines de l'industrie du film polonaise. Elle joue d'ordinaire des rôles de beautés blondes, prostituées, et d'épouses d'hommes riches, mais elle a récemment changé radicalement de style pour des caractères plus mûrs, des personnages amers ou tristes.
En 2004, elle revient au théâtre après une longue pause. Son rôle comme Alina to the West de Paweł Miśkiewicz au théâtre dramatique de Varsovie a été salué par la critique. Elle avait dû se raser la tête pour ce rôle, ce qui a brisé son image de sex symbol.

### Vie familiale
- A eu un fils, Aleksander (né en 1987), avec son ex-mari Jan Chmielewski.
- Une fille, Koko Claire Figura-Schoenhals, née le 24 octobre 2002 à New York, USA.
- Une seconde fille, Kaszmir Amber (née le 27 février 2005 à Varsovie).

## Filmographie partielle
- 1976 : Zaginął pies
- 1980 : Mysz (téléfilm de Wiktor Skrzynecki)
- 1984 : Przeznaczenie de Jacek Koprowicz : Laura
- 1985 : Rośliny trujące (téléfilm de Robert Gliński) (titre anglais : Poisonous Plants)
- 1985 : Sans fin (Bez konca de Krzysztof Kieślowski) : Asystentka hipnotyzera (assistante de l'hypnotiseur)
- 1986 : Ga, Ga - Chwala bohaterom de Piotr Szulkin (titre anglais : Ga-ga : Glory to the Heroes)
- 1986 : Journal intime d'un pécheur (Osobisty pamietnik grzesznika... przez niego samego spisany de Wojciech Has) : Cyntia
- 1987 : Kingsajz de Juliusz Machulski : Ala
- 1987 : Szörnyek évadja de Miklós Jancsó : Annabella (titre anglais : Season of Monsters)
- 1987 : Pierscien i róza de Jerzy Gruza : Rózia (titre anglais : The Ring and the Rose)
- 1987 : Comédienne (Komediantka de Jerzy Sztwiertnia) : Mimi Zarzycka
- 1987 : Pociąg do Hollywood de Radosław Piwowarski : Marilyn (titre anglais :Train to Hollywood)
- 1990 : L'Ambassade en folie (Near Mrs. de Baz Taylor : Sasha Moliniva, Paris KGB (autre titre français : Toujours les femmes)
- 1991 : Navarro (série télévisée) épisode 3-7 Un mort sans avenir de Patrick Jamain : Vanina
- 1992 : Red Shoe Diaries (téléfilm de Zalman King) (autre titre anglais : Wild Orchid III: Red Shoe Diaries)
- 1993 : Vortice mortale de  Ruggero Deodato : Vida Kolba
- 1993 : Fatal Past de Clive Fleury et Richard Ryan : Jennifer Lawrence
- 1993 : Des voix dans le jardin (Voices in the Garden téléfilm de Pierre Boutron) : Leni
- 1994 : Le Joueur d'échecs (téléfilm)
- 1994 : Prêt-à-porter de Robert Altman : assistante de Sissy
- 1997 : Un tueur (Kiler de Juliusz Machulski) : Rysia
- 1999 : Ajlawju de Marek Koterski : Gosia
- 2002 : Le Pianiste (The Pianist de Roman Polanski) : Kittie, voisine
- 2002 : Zemsta de Andrzej Wajda : Podstolina
- 2003 : Ubu roi de Piotr Szulkin : Ubica
- 2003 : Zurek de Ryszard Brylski : Halina (titre anglais : White Soup)
- 2006 : Summer Love de Piotr Uklański : la femme
- 2006 : Pogoda na piątek (feuilleton télévisé de Ryszard Brylski) : Anna
- 2012 : Yuma : Halinka

## Doublage polonais
- Helena Bonham Carter dans : 
  - Alice au pays des merveilles (2010) : Reine de Cœur
  - Alice de l'autre côté du miroir (2016) : Reine de Cœur
- 1997 : Leisure Suit Larry VII : Drague en haute mer, jeu vidéo : Capitaine
- 2006 : 7 Dwarves – Men Alone in the Wood (en) de Sven Unterwaldt Jr. : Reine maléfique

## Récompenses
- Primée au Festival du film polonais (Festiwal Polskich Filmów Fabularnych w Gdynia (FPFF) de Gdynia) de 1999 comme meilleure actrice pour : Ajlawju (1999)
- Primée au Festival du film polonais de 2003 comme meilleure actrice pour : Ubu roi (2003)
- Primée aux Polskie Nagrody Filmowe (« Ceremonia Polskich Nagród Filmowych Orłów » de Varsovie) de 2004 de l'Aigle de meilleure actrice - meilleure actrice dans un rôle principal pour : Zurek (2003)
  - Nommée aux Récompenses du film polonais de 2003 (en vue de l' Aigle de la meilleure actrice dans un rôle principal) pour : Zemsta (2002)
  - Nommée aux Récompenses du film polonais de 2005 (en vue de l' Aigle de la meilleure actrice dans un rôle principal) pour : Ubu roi (2003)